# Carmen Caliente
Carmen Caliente (São Paulo, 10 de septiembre de 1994) es una actriz pornográfica y modelo erótica brasileña afincada en los Estados Unidos.

## Biografía
Carmen Caliente es el nombre artístico de esta actriz nacida en septiembre de 1994 en São Paulo (Brasil), en una familia con orígenes puertorriqueños. Si bien nació en Brasil, se mudó muy joven a Tampa (Florida), ciudad en la que ha residido gran parte de su juventud. Después de terminar su educación obligatoria, decidió entrar en la industria pornográfica, debutando como actriz en noviembre de 2013, a los 19 años de edad.
Como actriz ha trabajado para productoras como Pure Play Media, Naughty America, Reality Kings, Zero Tolerance, New Sensations, Hustler, 21Sextury, Evil Angel, Digital Sin, 3rd Degree, Wicked, Girlfriends Films, Hard X o Elegant Angel.
En 2015, apenas un año después de comenzar a grabar sus primeras películas, Carmen fue nominada en los Premios AVN en la categoría de Mejor actriz revelación. Pero fue más reseñable las tres nominaciones que consiguió aquel año, tanto en los AVN como en los Premios XBIZ, por la película Not Jersey Boys XXX: A Porn Musical, pues fue nominada a Mejor actriz de reparto en ambos premios y a la Mejor escena de sexo chico/chica en los AVN.
Un año después, de nuevo en los XBIZ, fue nominada a la Mejor escena de sexo en película gonzo por la película Raw 21.
Ha aparecido en más de 430 películas como actriz.
Algunos de sus trabajos son After School Orgy, BangBros 18 20, Crack Fuckers 6, Exposed College Sex Tapes, Fresh Girls, Girls Loving Girls, Honky Kong, Latin Asses, Lustful Latinas, My Killer Girlfriend, Oil Overload 12 o Sensual Moments 6.

## Premios y nominaciones
| Año  | Ceremonia         | Resultado | Premio                                 | Trabajo                             |
| ---- | ----------------- | --------- | -------------------------------------- | ----------------------------------- |
| 2015 | Premios AVN       | Nominada  | Mejor actriz revelación                | —                                   |
| 2015 | Premios AVN       | Nominada  | Mejor actriz de reparto                | Not Jersey Boys XXX: A Porn Musical |
| 2015 | Premios AVN       | Nominada  | Mejor escena de sexo chico/chica       | Not Jersey Boys XXX: A Porn Musical |
| 2015 | Premios AVN       | Nominada  | Premio fan: Debutante más caliente     | —                                   |
| 2015 | Premios XBIZ      | Nominada  | Mejor actriz de reparto                | Not Jersey Boys XXX: A Porn Musical |
| 2016 | Premios XBIZ      | Nominada  | Mejor escena de sexo en película gonzo | Raw 21                              |
| 2018 | Inked Awards      | Nominada  | Mejor escena grupal                    | My Killer Girlfriend                |
| 2018 | Inked Awards      | Nominada  | Mejor escena lésbica                   | My Killer Girlfriend                |
| 2019 | Premios AVN       | Nominada  | Mejor escena de sexo lésbico en grupo  | Talk Derby to Me                    |
| 2019 | Premios AVN       | Nominada  | Premio fan: Culo más épico             | —                                   |
| 2019 | Spank Bank Awards | Nominada  | Daisy Chain Cognoscenti                | —                                   |